# Андерс Конрадсен
Андерс Конрадсен (норв. Anders Konradsen, нар. 18 липня 1990, Буде) — норвезький футболіст, півзахисник клубу «Буде-Глімт».
Виступав, зокрема, за клуби «Ренн» та «Русенборг», а також національну збірну Норвегії.

## Клубна кар'єра
У дорослому футболі дебютував 2007 року виступами за команду клубу «Буде-Глімт», яка на той час виступала у другому за силою норвезькому дивізіоні. Провів за команду з рідного міста чотири сезони, взявши участь у 67 матчах чемпіонату. Починаючи з сезону 2009 року, який «Буде-Глімт» вже проводив в елітній Тіппелізі, був основним гравцем команди.
Протягом 2011—2012 років захищав кольори команди клубу «Стремсгодсет».
Своєю грою за останню команду привернув увагу представників тренерського штабу французького «Ренна», до складу якого приєднався на початку 2013 року. Сума трансферу скала 15 мільйонів норвезьких крон, що зробило Конрадсена найдорожчим гравцем, що залишав «Стремсгодсет». Відіграв за команду з Ренна наступні два з половиною сезони своєї ігрової кар'єри. Граючи у складі «Ренна» також здебільшого виходив на поле в основному складі команди.
До складу «Русенборга» приєднався 16 серпня 2015 року, уклавши з клубом із Тронгейма контракт на 3,5 роки.

## Виступи за збірні
2006 року дебютував у складі юнацької збірної Норвегії, взяв участь у 21 іграх на юнацькому рівні, відзначившись 4 забитими голами.
Протягом 2010–2013 років залучався до складу молодіжної збірної Норвегії. На молодіжному рівні зіграв у 15 офіційних матчах, забив 1 гол. Був учасником молодіжного чемпіонату Європи 2013.
2012 року дебютував в офіційних матчах у складі національної збірної Норвегії. Наразі провів у формі головної команди країни 8 матчів, забивши 1 гол.
| Дата       | Місто    | Господарі | Результат | Гості     | Турнір           | Голи | Примітки |
| ---------- | -------- | --------- | --------- | --------- | ---------------- | ---- | -------- |
| 14/11/2012 | Будапешт | Угорщина  | 0 – 2     | Норвегія  | товариський матч | -    |          |
| 07/02/2013 | Севілья  | Україна   | 2 – 0     | Норвегія  | товариський матч | -    |          |
| 19/11/2013 | Молде    | Норвегія  | 0 – 1     | Шотландія | товариський матч | -    |          |
| 27/05/2014 | Сен-Дені | Франція   | 4 – 0     | Норвегія  | товариський матч | -    |          |
| 31/05/2014 | Осло     | Норвегія  | 1 – 1     | Росія     | товариський матч | 1    |          |
| 03/09/2014 | Лондон   | Англія    | 1 – 0     | Норвегія  | товариський матч | -    |          |
| 12/11/2014 | Осло     | Норвегія  | 0 – 1     | Естонія   | товариський матч | -    |          |
| 08/06/2015 | Осло     | Норвегія  | 0 – 0     | Швеція    | товариський матч | -    |          |
| Усього     |          | Матчів    | 8         |           | Голів            | 1    |          |

## Досягнення
- Чемпіон Норвегії (4):

«Русенборг»:  2015, 2016, 2017, 2018
- Володар Кубка Норвегії (3):

«Русенборг»:  2015, 2016, 2018
- Володар Суперкубка Норвегії (2):

«Русенборг»:  2017, 2018